# Jan Traczyk
Jan Traczyk (ur. 18 maja 1985 w Warszawie) – polski aktor musicalowy, wokalista, kompozytor i tekściarz. Znany z ról w spektaklach Studia Buffo i Teatru Muzycznego „Roma” w Warszawie.

## Życiorys
Ukończył Zespół Państwowych Szkół Muzycznych II st. im. Fryderyka Chopina w Warszawie w klasie piosenki, a w 2015 roku został absolwentem Wydziału Kompozycji Uniwersytetu Muzycznego Fryderyka Chopina w Warszawie, gdzie w ramach pracy magisterskiej napisał swój autorski musical.

### Kariera teatralna
Na początku występów scenicznych nie był zainteresowany musicalem, jednak ze względu na swoje predyspozycje i sugestie nauczycieli spróbował swoich sił w tym gatunku. Jeszcze jako dziecko występował w głównej roli w operze dziecięcej Pan Marimba w Teatrze Wielkim w Warszawie. Później był członkiem szerokiej obsady teatru Studio Buffo w musicalu Metro. W latach 2011–2017 odgrywał główną rolę Jana w tym spektaklu. W latach 2016–2019 odgrywał rolę Gringoire w Notre Dame de Paris w Teatrze im. Danuty Baduszkowej w Gdyni. W 2019 otrzymał główną rolę Chrisa w Miss Saigon w Teatrze Muzycznym w Łodzi. Odegrał także główne role męskie w musicalach Teatru Muzycznego „Roma” w Warszawie: Jana w musicalu Piloci (2017–2019), Radamesa w musicalu Aida (2019–2023), doktora Jima Pomattera w Waitress (2021–2022) i Galileo w We Will Rock You (od 2023).
W 2021 wystąpił w widowisku telewizyjnym Zakochany Mickiewicz w reżyserii Marcina Kołaczkowskiego.

### Kariera muzyczna
Brał udział w programach talent show: Szansa na sukces (2009–2012), The Voice of Poland (2013) i Must Be the Music. Tylko muzyka (2014). W 2018 zajął drugie miejsce w finale dziewiątej edycji programu rozrywkowego Polsatu Twoja twarz brzmi znajomo; choć nie wygrał żadnego odcinka, zdobył najwięcej punktów w klasyfikacji generalnej.
W 2014 skomponował muzykę do spektaklu komediowo-muzycznego Byłem w Ameryce, w którym zagrał jedną z głównych ról i który przedstawiał męskie spojrzenie na tematy związane z kobietami. Jego kolejnym dziełem kompozytorskim była muzyka do spektaklu edukacyjnego Calineczka. Magia tkwi w naturze, który miał premierę 31 grudnia 2020 roku w Teatrze Ekologicznym Bohema House. Współpracuje z zespołem wokalnym Studia Accantus. 
27 listopada 2020 wydał debiutancki album pt. Nadal jestem, który promował singlami: „Nadal jestem”, „Bezpieczny ląd” i „Na miłość przyjdzie czas”. Za pierwszy z utworów otrzymał w 2021 nagrodę publiczności w konkursie „Debiutów” na 58. Krajowym Festiwalu Piosenki Polskiej w Opolu. Jest laureatem konkursów wokalnych i kompozytorskich m.in. Festiwalu Piosenki Retro im. Mieczysława Fogga i konkursu na autorską piosenkę „Pierwszy krok” na portalu Łowimy Talenty.

## Role teatralne
Źródło:
| Rok       | Przedstawienie      | Rola                | Teatr                                         |
| --------- | ------------------- | ------------------- | --------------------------------------------- |
| 2011      | Polita              | zespół              | Studio Buffo                                  |
| 2011–2017 | Metro               | Jan                 | Studio Buffo                                  |
| 2016–2019 | Notre-Dame de Paris | Gringoire           | Teatr Muzyczny im. Danuty Baduszkowej w Gdyni |
| 2017–2019 | Piloci              | Jan                 | Teatr Muzyczny „Roma”                         |
| 2019–2022 | Miss Saigon         | Chris               | Teatr Muzyczny w Łodzi                        |
| 2019–2023 | Aida                | Radames             | Teatr Muzyczny „Roma”                         |
| 2021–2022 | Waitress            | Doktor Jim Pomatter | Teatr Muzyczny „Roma”                         |
| 2023–     | We Will Rock You    | Galileo             | Teatr Muzyczny „Roma”                         |
| 2025      | Wicked              | Fiero               | Teatr Muzyczny „Roma”                         |

## Dyskografia
- Nadal jestem (2020)

## Wybrane nagrody
- 2021: 58. Krajowy Festiwal Piosenki Polskiej w Opolu w kategorii „Debiuty” o nagrodę imienia Anny Jantar – nagroda publiczności za utwór „Nadal jestem”[15]